# 威廉王之戰
威廉王之戰（1688年－1697年）也被稱為第一次殖民戰爭（法語：Première guerre intercoloniale）、第二次印地安人戰爭、博杜安神父之戰、或卡斯坦之戰 ) 是大同盟戰爭的北美戰場。此戰為新法蘭西與新英格蘭與其印地安盟友在北美洲的六次殖民地戰爭的第一場。
英格蘭王國和法蘭西王國都沒有意願削弱他們各自在歐洲的力量，轉而支持這場北美戰爭。新法蘭西和瓦巴納基聯盟成功在這場戰爭阻撓新英格蘭向阿卡迪亞擴張，並將邊界定在緬因州南部的肯尼貝克河。1697年，雙方簽訂赖斯韦克条约 。根據此約條款，新法蘭西、新英格蘭和紐約的邊界和前哨大體上維持不變。
這場戰爭的起因很大原因是因為菲利普國王戰爭（1675－1678年）結束時達成的條約沒有得到遵守。 以及英國對印地安人似乎在接收法國和荷蘭的援助而感到震驚。印地安人對英國人的掠奪引起了英國人的恐懼，並認為他們與法國為盟友。法國同時也被欺瞞，因為他們認為此時印地安人正在與英國人合作。這些事件加上新英格蘭認為印地安人為它的臣民，最終導致了戰爭的爆發。

## 17世紀末的北美
英國殖民者在戰爭開始時擁有154,000人，使其對法國人擁有12比1的優勢。 然而他們在大西洋沿岸被分成數個殖民地，無法有效合作，且因光荣革命的影響，殖民者其中也充滿緊張情緒。 而且英國人缺乏軍事領導力，並且與盟友易洛魁聯盟的關係不佳。
新法蘭西分為三個政治實體，在大西洋海岸的阿卡迪亞，沿著聖勞倫斯河到五大湖區的加拿大，和沿著密西西比河，從五大湖區到墨西哥湾的路易斯安那 新法蘭西人口在1689年僅有14,000人。 儘管法國在人數上處於非常劣勢，但在政治上的團結和與其人口不相配的龐大軍事力量，使其不懼任何挑戰。 明白他們在人數上的劣勢，新法蘭西與印地安人發展出了良好關係，並將土著戰術其用於戰鬥中。

## 戰爭起因
1688年末，英格蘭天主教國王詹姆斯二世在光榮革命中被廢黜並逃到了法國，新教徒國王威廉和瑪麗登上了王位。威廉而後加入了奧格斯堡同盟對抗法國。在北美，新法蘭西和英格蘭北部殖民地 ( 於1686年在新英格蘭自治領中已經統一 ) 之間的關係相當緊張。此時易洛魁族人掌控了經濟上重要的五大湖毛皮貿易，但自1680年以來一直與新法蘭西有所衝突。在新英格蘭的慫恿下，易洛魁族人切斷了新法蘭西和西部部落間的貿易。新法蘭西則襲擊紐約州西部塞內卡人的土地作為報復。隨後新英格蘭則支持易洛魁族人藉著襲擊拉欣市來攻擊新法蘭西。
在新英格蘭與阿卡迪亞間的邊界也有類似的緊張關係。阿卡迪亞是法國人在北美的殖民地，新法蘭西並將緬因州南部的肯尼貝克河定為其邊界。來自麻薩諸塞州的英國移民 ( 其所被授予的特權包含緬因州區域 ) 將其移居地擴展至阿卡迪亞。為了確保對現今的緬因州有所有權，新法蘭西在該地區中三個最大的土著村落建立起天主教佈道團：分別位於肯尼貝克河、佩諾布斯科特河和聖約翰河。。在阿卡迪亞地區中的五個印地安部落此時為了響應菲利普國王戰爭，便建立了瓦巴納基聯盟以與新法蘭西形成政治和軍事同盟，以阻止新英格蘭的擴張。於是演變成新英格蘭及易洛魁聯盟與新法蘭西和瓦巴納基聯盟間的相互對抗。

## 戰事

作戰形勢圖。

### 新英格蘭、阿卡迪亞和紐芬蘭戰場
此戰的阿卡迪亞和新英格蘭戰場也稱為卡斯坦之戰及博杜安神父之戰。1688年四月，英國總督埃德蒙·安德罗斯劫掠了卡斯坦的家以及佩諾布斯科特灣上的村莊。八月下旬，英國突襲了蓋斯伯勒村的法國村莊。為了回應這些突襲，1688年8月13日，從紐卡索鎮開始，新法蘭西與瓦巴納基聯盟便沿著新英格蘭和阿卡迪亞的邊界進行東北海岸戰役，殺死一些英國殖民者。幾天後，他們在北雅茅斯鎮殺了數個人。1688年秋，瓦巴納基聯盟的成員在肯尼邦鎮則掠奪了兩戶人家。
1689年六月，數百名阿布納基和彭納庫克的印地安人在坎卡馬古斯和梅桑多維特的指揮下襲擊多佛，殺了二十多人並俘虜了二十九人。這二十九人都被賣到新法蘭西囚禁。六月，他們在索科則殺了四人。為了回應這些突襲，新英格蘭由二十四人組成的連隊前往找尋屍體並追趕印地安人。在與印地安人衝突之後，他們損失了四分之一的人最後被迫返回。
1689年八月，卡斯坦和蒂里神父帶領一隊阿布納基戰士佔領並摧毀佩馬奎德的要塞。佩馬奎德的陷落對英國人來說是個重挫，因為失去它將使邊境推回到緬因州的卡斯科。

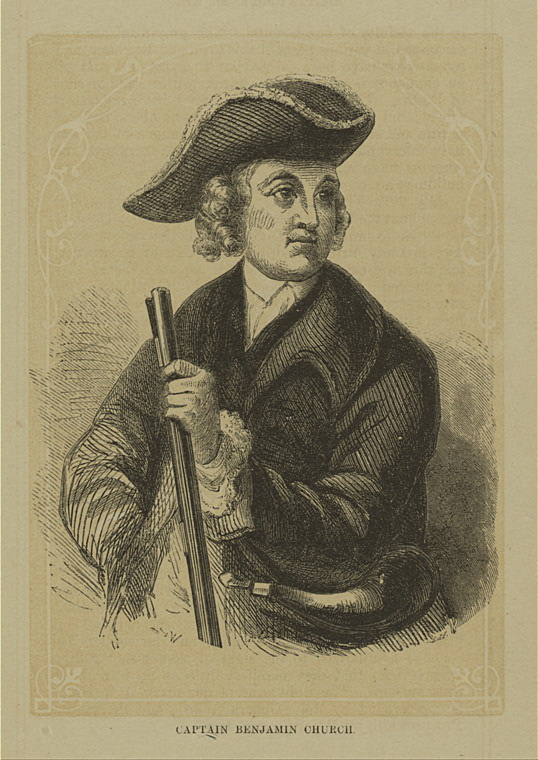
少校班傑明·丘奇 - 美國陸軍遊騎兵之父。

為了報復這些突襲，新英格蘭派少校班傑明·丘奇去襲擊阿卡迪亞。在威廉王之戰期間，丘奇帶領四個新英格蘭突襲隊進入阿卡迪亞 ( 包含大部緬因州 ) 以抵禦阿卡迪亞人和瓦巴納基聯盟。1689年9月21日，在第一次到阿卡迪亞的遠征中，丘奇和250個部隊保衛一群嘗試在法爾茅斯，現今緬因州的波特蘭 ) 安置自己的英國移民。21個丘奇的人被瓦巴納基聯盟的部落殺害，但丘奇仍成功抵禦並使他們退去。丘奇之後回到波士頓並丟下了一小群未受保護的英國移民。次年春天，四百多個法國和印地安部隊在卡斯坦的領導下摧毀了賽門佛斯 （現今緬因州的貝里克），然後回到法爾茅斯並在洛伊爾要塞戰役中屠殺了所有的英國移民。那年夏末當丘奇回到村莊時，他埋葬了那些死者。洛伊爾要塞（卡斯科）的陷落導致緬因州幾近人口減少，印地安人部隊於是能夠攻擊新罕布夏的邊境而不受到報復。

#### 羅亞爾港戰役 (1690)
新英格蘭人在威廉·菲普斯爵士的領導下藉著攻擊阿卡迪亞的首都羅亞爾港來進行報復，於是羅亞爾港戰役於1690年5月9日展開。菲普斯連同載有736名新英格蘭士兵的七艘英國船艦抵達。總督de Meneval在抵抗了兩天後便投降了，其要塞被摧毀夷平，而其駐軍則被關押在教堂裡，自己則被監禁在家中。羅亞爾港的居民也被關押在教堂裡，新英格蘭人並為他們進行了對英王宣誓效忠的儀式。菲普斯離開後，從紐約州來的戰艦於六月抵達，造成更多的破壞。水兵們焚燒並劫掠移居地，包括教區的教堂。在新英格蘭人離開後，阿卡迪亞的總督维尔邦便將首都遷往在納什瓦克堡（位於現今加拿大新不倫瑞克省的弗雷德里克頓）內陸較安全的領地。納什瓦克堡在戰後一直作為首都直到1699年羅亞爾港恢復為首都為止。

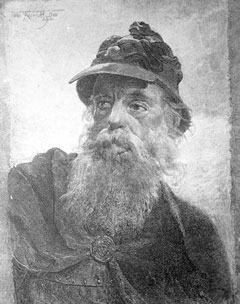
卡斯坦

1690年9月11日，丘奇第二次遠征阿卡迪亞，他帶了三百人抵達卡斯科灣其任務是要解救被瓦巴納基聯盟所佔據的英國佩傑佩斯科特堡（現今緬因州的不倫瑞克）。他上安德羅斯科河到佛特彼傑布斯考特。從那他向上游行進四十英里到利弗莫爾瀑布並攻擊了一個印地安人的村莊。在撤退時他們射殺了三到四個印地安人，並在印地安人的棚屋裡發現五個被俘的英國人。丘奇於是屠殺了六到七個印地安人並囚禁了九人。幾天之後，為了報復，瓦巴納基聯盟成員在伊麗莎白海角鎮攻擊丘奇，造成七個丘奇的人被殺，另有二十四人受傷。9月26日，丘奇回到新罕布夏的朴次茅斯。
在威廉王之戰期間，威爾斯鎮有八十個房子和小木屋沿著驛道排成一排。1691年6月9日，馬克薩斯酋長指揮約二百個美洲原住民攻擊該鎮。上尉詹姆士·康弗斯及其民兵則成功地守住了中尉約瑟夫·斯托勒有大門及木柵環繞的駐地。另一酋長馬多卡萬多則揚言明年要再回來並將康弗斯拖出他的狗窩。
當原住民撤退時，他們到了約克鎮離內狄克海角不遠的海面上登上了一艘船並殺了大部分的船員。同時還燒毀了一個小村莊。1692年初，估計有一百五十名阿布納基人在新法蘭西軍官的指揮下回到約克鎮，殺害了約一百名英國移民，並燒毀了多個建築。這就是成為人們所熟知的聖燭節大屠殺。同年，丘奇第三次遠征阿卡迪亞，他帶了四百五十人襲擊佩諾布斯科特 ( 現今緬因州的印地安島 )，接著他們繼續襲擊塔克納克（位於緬因州的溫斯洛）。1693年，新英格蘭護衛艦再度攻擊羅亞爾港，燒了將近十幾間房子和三個穀倉。
1694年7月18日，法國軍人克洛德-塞巴斯蒂安·德·维利厄連同約二百五十名來自諾里奇沃克的阿布納基人在他們的酋長的指揮下襲擊了在新罕布夏的德罕的英國移居地，此即生蠔河大屠殺。總計，法國和原住民部隊殺害了四十五個居民並俘虜了四十九人，燒掉了一半的住宅，包括五個駐防要塞。同時也摧毀了莊稼並殺死牲畜，使倖存的人又飢又貧。

#### 佩馬奎德攻城戰 (1696)

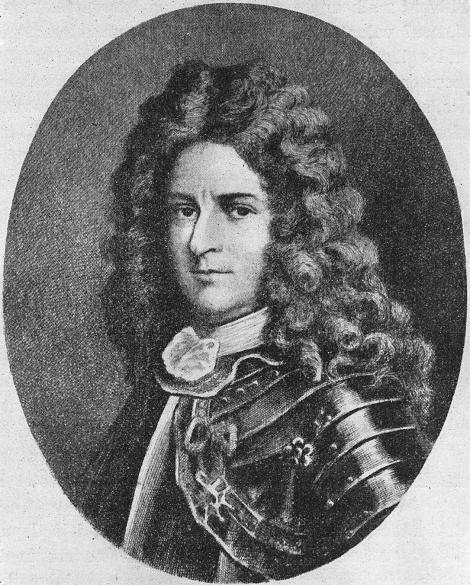
Pierre Le Moyne d'Iberville

1696年，新法蘭西和瓦巴納基聯盟的部落在卡斯坦和皮埃爾·迪貝維爾的領導下，回到了芬迪灣並打了場海戰，之後再往前去突襲緬因州的佩馬奎德。佩馬奎德攻城戰之後，迪貝維爾帶領了一百二十四名加拿大人、阿卡迪亞人、密克馬克人、以及阿布納基人的部隊進行阿瓦隆半島戰役。他們在紐芬蘭摧毀了幾乎每個英國移居地，一百多個英國人被殺，數百人遭俘，近五百人被驅逐到英格蘭或法蘭西。為了報復，丘奇進行了他第四次對阿卡迪亞的遠征，並對在希格內克托地峽和那時的首都佛特納什瓦克上的阿卡迪亞社區實行了一個報復性的突襲。儘管重約250磅，丘奇仍親自帶領部隊屠殺希格內克托的居民，並掠奪他們的家庭用品，焚燒他們的房屋和屠宰牲畜。

### 魁北克和紐約戰場
1689年八月，一千五百名易洛魁族人為了尋求對總督迪貝維爾行動的報復，於是攻擊在拉欣市的法國人的定居地。之後方提納伯爵取代迪貝維爾為總督，並攻擊奧農達加的易洛魁族村。1690年初，新法蘭西及其印地安的盟友便攻擊英國邊境的移居地，特別是在紐約州的斯克內克塔迪。這次的攻擊興起了兩支英國遠征軍：一支是由康乃狄克州的民兵將軍溫斯羅普所率領，以針對蒙特婁；另一支則是由威廉·菲普斯爵士所率領，以針對魁北克。溫斯羅普的遠征由於疾病和補給的問題而告失敗，而菲普斯則是在魁北克戰役中慘敗。
在威廉王之戰中，新英格蘭唯一重要的進攻態勢是魁北克戰役和羅亞爾港遠征，其餘則主要是英國的殖民從事防禦作戰，小規模戰鬥和報復性的突襲。易洛魁族的五族就常受英國盟友的軟弱之苦。在1693和1696年，當紐約州的英國殖民還處在被動之時，法國及其印地安盟友就肆虐易洛魁族的城鎮並毀壞莊稼。1697年，英法兩國和解，然而被英國的殖民所遺棄的易洛魁族人仍與新法蘭西作戰。直到1701年在蒙特婁，新法蘭西與大批易洛魁族人及其他部落之間才取得和解。

### 哈德遜灣戰場
英法之間因在北美之北極地區的利益而一直進行之經濟戰爭也以威廉王之戰為背景。到了1680年代初期，哈德遜灣公司早已在詹姆斯灣及哈德遜灣南部地區建立了貿易前哨。從1686年總督德農維爾侯爵所組織的遠征開始，就有一連串主要由皮埃爾·迪貝維爾所帶領對哈德遜灣公司的突襲。大部份這些前哨都被法國突襲隊所佔領。在主要海戰中其中一場，迪貝維爾便在哈德遜灣以單艘船艦就擊敗了三艘英國的船艦。

## 戰後
1697年的赖斯韦克条约，結束兩殖民強權間的戰爭，並將殖民地的邊界回歸到戰前狀態。但和平並沒有持續多久，在五年之內，殖民地就被捲入了下一階段的殖民地戰爭 —安妮女王之戰。在1701年與法國和解之後，易洛魁族人在安妮女王之戰中就保持中立，從不參與戰爭活動以反對任何一方。英國和阿布納基人之間則仍有高度的緊張關係。在安妮女王之戰中，阿布納基人再次與法國一同作戰抵抗英國。
對哈德遜灣公司的代表而言，賴斯韋克條約並不令人滿意。由於在戰前，該公司在哈德遜灣的大部分貿易站都已輸給了法國，戰前狀態的規定則意味著他們仍得在法國的控制之下。當烏得勒支和約結束了安女王之戰時，該公司才在談判桌上收復其貿易地區。

## 外部連結
- King William's War (1689–97) （页面存档备份，存于）at usahistory.info

- 维基文库中的相關文獻：
  - Gilman, D. C.; Peck, H. T.; Colby, F. M. (编). .  (第1版). 纽约: Dodd, Mead. 1905.